# Франц Йосиф I (князь Ліхтенштейну)
Франц Йосиф I фон унд цу Ліхтенштейн (уроджений нім. Franz Josef de Paula Johann Adam von und zu Liechtenstein, 1726–1781) — 8-й князь Ліхтенштейн, голова роду з 1772 року.

## Біографія
Франц Йосиф I народився у Мілані та був старшим з тринадцяти дітей князя Еммануїла Ліхтенштейна, і племінником князя Йосифа Венцеля, який правив Ліхтенштейном тричі. Після смерті свого останнього сина, Йосиф Венцель I узяв Франца Йосипа під своє крило. З 20 років Франц Йосип брав участь у військових походах в Північній Італії та бився у битві під П'яченцою. У битві перемогу здобула Священна Римська імперія, частиною якої тоді був Ліхтенштейн.
У 1760 році Франц Йосиф супроводжував свого дядька у поїздці до Парми, куди вони були направлені за нареченою для ерцгерцога Карла. Пізніше був призначений головним скарбником, а потім у ранзі головного скарбника супроводжував герцога Карла Лотаринзького на вибори верховного магістра Тевтонського ордену в Мергентайм.
У 1763 році Франц Йосип вирушив до Іспанію для передачі потенційній нареченій портрета ерцгерцога Леопольда. З 1767 року Франц Йосиф — член Таємної ради. У 1771 році став 802-м кавалером ордена Золотого руна.
У 1778 році Франца Йосифа призначили головою дворянського зібрання Нижньої Австрії. З моменту успадкування ним княжого титулу залишив державну службу і цілком присвятив себе управлінню своїми володіннями, які значно розширив з отриманням у тому ж році спадщини герцогині Марії Терезії Савойської. Він проявив себе міцним господарем. Вніс значний внесок у розширення художньої колекції Ліхтенштейнів.

## Родина та спадкоємці
6 липня 1750 Франц Йосиф I одружився з графинею Марією Леопольдіною фон Штернберг (1733–1809) з богемської знаті. У пари народилося вісім дітей:
- Йозеф Франц де Паула Емануель Філіп Іссак (1752–1754)
- Леопольдіна Марія Анна Франциска де Паула Адельгунда (1754–1823)
- Марія Антонія Алоїза Вальбурга Месхільда (1756–1821) (стала абатисою)
- Франц де Паула Йозеф (1758–1760)
- Алоїз I (1759–1805)
- Йоганн I Йозеф (1760–1836)
- Філіп Йозеф Алоїз Мартініанус (1762–1802)
- Марія Йозефа Герменгільда (1768–1845)